# Pravni nasvet
Pravni nasvet je navadno pisna (redkeje ustna) oblika pravne pomoči neuka stranki pri njeni življenjski situaciji. Pravne nasvete delijo navadno pravniki, redkeje strokovnjak z določenega področja (npr. biolog, geograf), saj jim manjka formalna izobrazba za sistematični vpogled v celovitost pravnega problema in njegovih specifik.
Poznamo korporativne pravne nasvete, ki navadno vključujejo statusno,  gospodarsko pravo, osebne pravne nasvete, kjer gre navadno za družinska razmerja, dedovanje, potrošniške pravice, človekove pravice ter pravne nasvete glede pogodb, sporazumov in podobno.
Dober pravnik ni tisti, ki daje najbolj obsežne pravne nasvete, ampak tisti, ki zna ob upoštevanju specifik stranke oz. prosilca nasveta omeniti najboljše možnosti za reševanje njenega problema.